# 青木磐雄

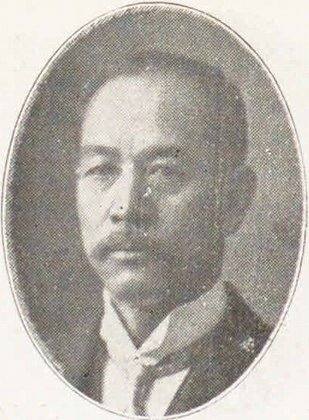
青木磐雄

青木 磐雄（あおき いわお、1860年8月14日（万延元年6月28日） - 1939年（昭和14年）6月28日）は、日本の政治家（衆議院議員）。

## 経歴
江戸の徳島藩邸で生まれた。廃藩後、徳島県名東郡住吉島村（現徳島市）に移った。藩校長久館、洋学所などで学んだ。
東京帝国大学法科大学を卒業後、地方裁判所検事、弁護士、地方裁判所検事正、控訴院検事、京都府書記官を歴任した。1912年（明治45年）の第11回衆議院議員総選挙に立憲政友会より出馬するも一坂俊太郎に敗れ落選。しかし1915年（大正4年）の第12回衆議院議員総選挙で武市彰一と争い初当選した。
1917年（大正6年）の第13回衆議院議員総選挙にも出馬したが武市彰一に敗れ落選となった。